# Estrada nacional 9 (Suécia)

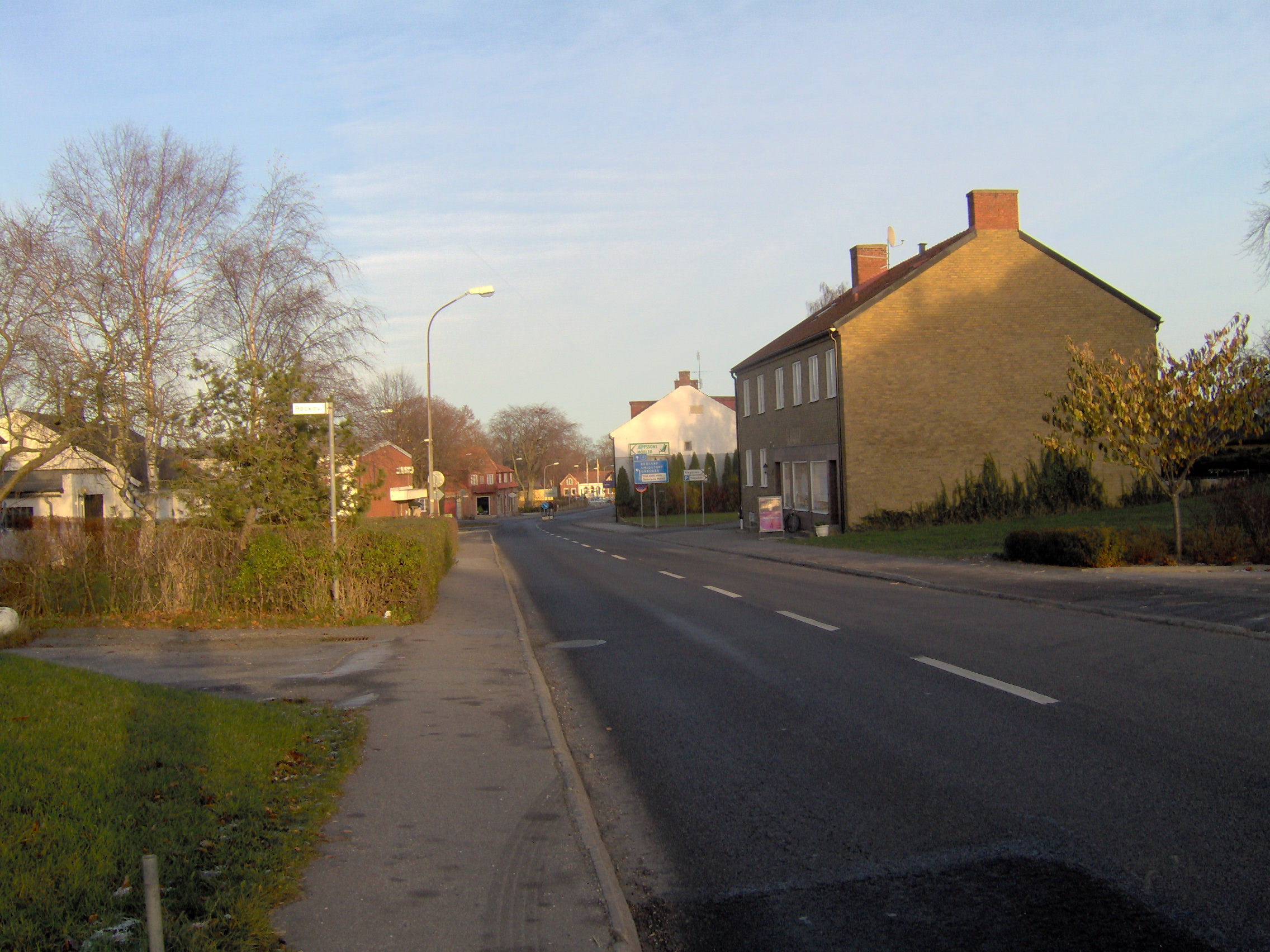
A estrada nacional Rv 9 em Hammenhög

| 9 |

A Rv 9 ou Estrada nacional 9 (em sueco: Riksväg 9) é uma estrada nacional sueca com uma extensão de 140 km.
Atravessa a Escânia, ligando Trelleborg a Nöbbelöv perto de Kristianstad.
Passa por Smygehuk, Ystad, Simrishamn e Kivik.